# Szucsoui metró
A Szucsoui metró (egyszerűsített kínai írással: 蘇州軌道交通, hagyományos kínai írással: 苏州轨道交通, pinjin: Sūzhóu Guǐdào Jiāotōng) Kínában található Szucsou városban és vonzáskörzetében. A metróhálózat hossza 2024 áprilisában 	249,47 km, a metróvonalak száma 6 és az állomások száma 196 volt. Az első vonal 2012. április 28-án nyílt meg. Üzemeltetője a Suzhou Railway Co., Ltd.

## Forgalom
Az utasforgalom az elmúlt években az alábbi módon változott:
| 2017 | 248 200 000 |
| 2019 | 363 040 000 |